# Andryus Rukas
Bản mẫu:Eastern Slavic name
Andryus Gintarasovich Rukas (tiếng Nga: Андрюс Гинтарасович Рукас; sinh ngày 4 tháng 9 năm 1996) là một hậu vệ bóng đá người Nga.

## Sự nghiệp câu lạc bộ
Anh có màn ra mắt tại Russian Second Division cho FC Sibir-2 Novosibirsk vào ngày 23 tháng 7 năm 2013 trong trận đấu trước FC Yakutiya Yakutsk.
Ngày 25 tháng 8 năm 2017, anh ký hợp đồng với câu lạc bộ Bồ Đào Nha União de Leiria, thay cho anh trai sinh đôi Tomas sau khi anh ta chuyển đến FC Zenit Saint Petersburg.

## Đời sống cá nhân
He is a twin brother of Tomas Rukas.